# Jicomé
Jicomé är en ort i Dominikanska republiken.   Den ligger i provinsen Valverde, i den norra delen av landet, 160 km nordväst om huvudstaden Santo Domingo. Jicomé ligger 416 meter över havet och antalet invånare är 1 725.
Terrängen runt Jicomé är varierad. Runt Jicomé är det tätbefolkat, med 319 invånare per kvadratkilometer. Närmaste större samhälle är Esperanza, 8,1 km sydväst om Jicomé. Omgivningarna runt Jicomé är en mosaik av jordbruksmark och naturlig växtlighet.